# Desa Mudal (administrativ by i Indonesien, lat -7,34, long 110,19)
Desa Mudal är en administrativ by i Indonesien.   Den ligger i provinsen Jawa Tengah, i den västra delen av landet, 400 km öster om huvudstaden Jakarta.